# Albert Austin
Pour les articles homonymes, voir Austin.
Albert Austin, né le 13 décembre 1882 à Birmingham (Angleterre), et mort le 15 août 1953 à North Hollywood, Californie, est un acteur et réalisateur britannique.

## Biographie
Albert Austin fait ses débuts dans de petits théâtres populaires londoniens et dans des comédies musicales où il rencontre Chaplin. Il débarque en Amérique pour participer à la tournée américaine de la troupe de Fred Karno, dont il fait partie, et qui est menée par Alf Reeves au début des années 1910. Engagé à la Mutual Film Corporation, Chaplin, devenu star de cinéma, le pousse à quitter les théâtres de Chicago, où il interprète le répertoire classique depuis 1914 pour le cinéma burlesque.
Malgré son caractère difficile - il est particulièrement sinistre et très vite irritable - Albert Austin fut le seul comédien à jouer dans les douze comédies que Chaplin tourne pour la Mutual en 1916 et 1917. Il accompagne même son metteur en scène à la First National (Une vie de chien, Jour de paie) et compte parmi les acteurs de la United Artists (La Ruée vers l'or, Les Lumières de la ville).
Également assistant de Chaplin, Albert Austin s'essaie à son tour à la mise en scène avec Trouble (1922) et A Prince of a King (1923), deux films où joue le jeune Jackie Coogan qu'il a rencontré sur le tournage du Kid.

## Filmographie partielle

### Comme acteur
- 1916 : Charlot chef de rayon (The Floorwalker) de Charlie Chaplin : Employé de magasin
- 1916 : Charlot pompier (The Fireman) de Charlie Chaplin : Pompier
- 1916 : Charlot musicien (The Vagabond) de Charlie Chaplin : Joueur de trombone
- 1916 : Charlot rentre tard (One A.M) de Charlie Chaplin : Chauffeur de taxi
- 1916 : Charlot et le Comte (The Count) de Charlie Chaplin : L’Invité de grande taille
- 1916 : Charlot usurier (The Pawnshop) de Charlie Chaplin : L’Homme au réveille-matin
- 1916 : Charlot fait du ciné (Behind the Screen) de Charlie Chaplin
- 1916 : Charlot patine (The Rink) de Charlie Chaplin : Cuisinier / Patineur
- 1917 Charlot policeman (Easy Street) de Charlie Chaplin : Missionnaire / Policeman
- 1917 : Charlot fait une cure (The Cure) de Charlie Chaplin : Préposé au sanatorium
- 1917 : L'Émigrant (The Immigrant) de Charlie Chaplin : Immigré / Dîneur
- 1917 : Charlot s'évade (The Adventurer) de Charlie Chaplin : Majordome
- 1918 : Une vie de chien (A dog's life) de Charlie Chaplin
- 1918 : The Bond de Charlie Chaplin
- 1919 : Une idylle aux champs (Sunnyside) de Charlie Chaplin
- 1920 : Rêve et Réalité (Suds) de John Francis Dillon
- 1925 : La Ruée vers l'or (The Gold Rush) de Charlie Chaplin
- 1931 : Les Lumières de la ville (City Lights) de Charlie Chaplin

### Comme réalisateur
- 1921 : Mon gosse (My Boy) (coréalisation de Victor Heerman)
- 1922 : Chagrin de gosse (Trouble)